# Eleccions legislatives malteses de 1947

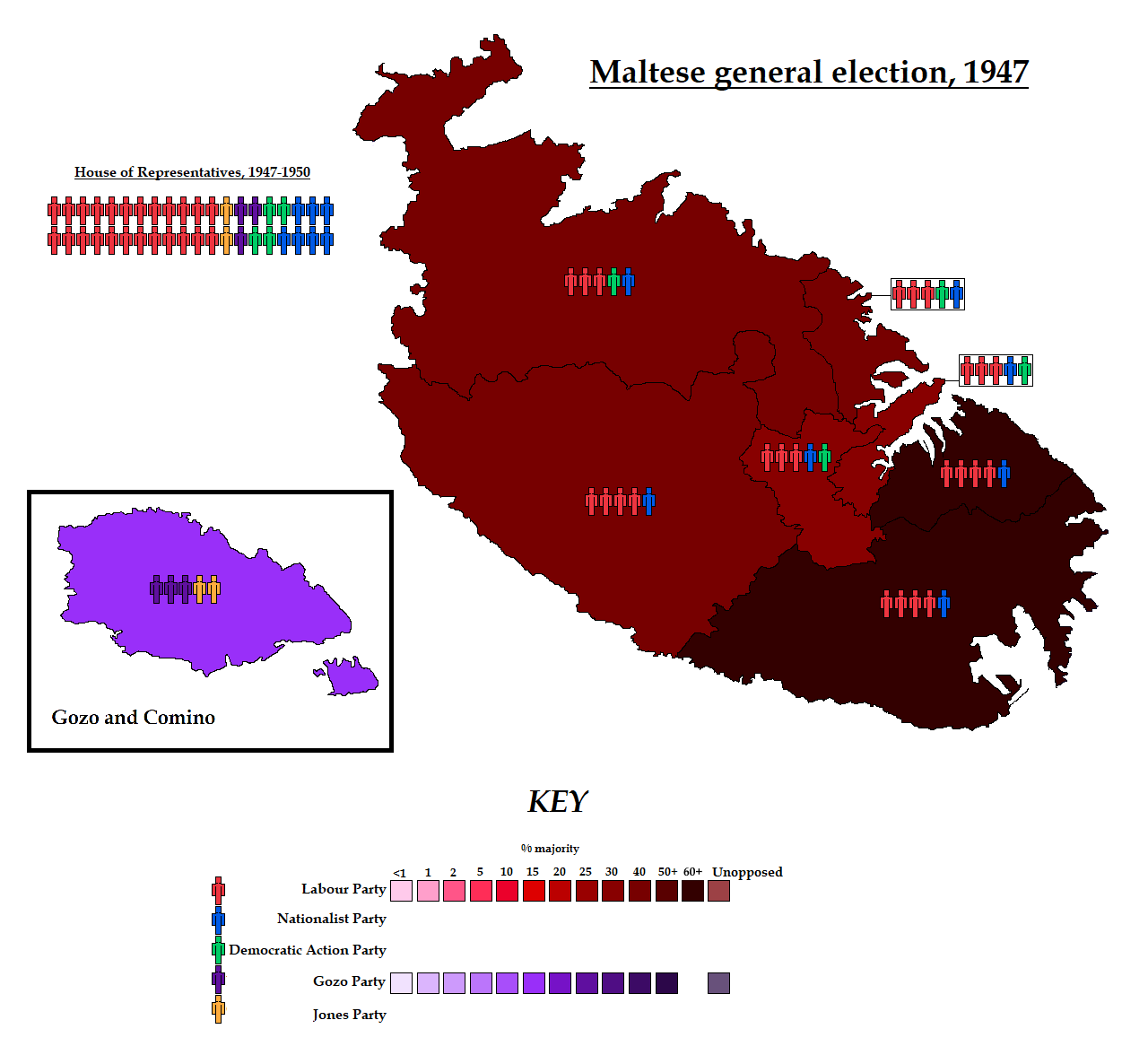
Mapa dels resultats de les eleccions.

Les Eleccions legislatives malteses de 1947 es van celebrar el 1947. Va guanyar el Partit Laborista per majoria absoluta, i el seu cap Paul Boffa fou nomenat primer ministre.

## Resultats
Resum dels resultats electorals de 1947 a la Cambra de Diputats de Malta
|                                                                                         | Partit Laborista Partit Laburista        | 63.145  | 60    | 24 | - |
|                                                                                         | Partit Nacionalista Partit Nazzjonalista | 24.616  | 23    | 11 | - |
|                                                                                         | Independents                             | 23.308  | 22    | 9  | - |
|                                                                                         | Total (participació 75,4%)               | 105.494 | 100.0 | 40 |   |
| Font: «Malta Elections». Arxivat de l'original el 2005-12-31. [Consulta: 17 juny 2009]. |                                          |         |       |    |   |